# Дукт

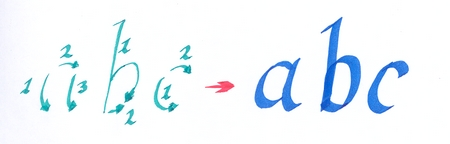
Примеры дукта для букв a, b, c

Дукт (лат. ductus от лат. ducere, вести) — в палеографии и каллиграфии, схема движения пишущего инструмента при написании букв, «скелет» буквы. Записывается с помощью пронумерованных стрелок, показывающих порядок и направление движений руки. При начертании одинаковых букв могут использоваться различные дукты; создание нового дукта — одно из проявлений творчества в каллиграфии. Шрифты, очертания букв в которых соответствуют написанию букв на мягком материале по дукту, называются дуктальными (в противоположность «вырезанным» глиптальным). Современная каллиграфия основана на дуктальных шрифтах.
Термин использовался уже в древнем Риме, в новое время его первым употребил в 1708 году Б. де Монфокон. Широкое распространение термина «дукт» началось лишь с 1952 года, после публикации Ж. Маллоном книги Paléographie Romaine.
С. В. Наумова относит к дукту также угол наклона пера.